# Vescera
Vescera (łac. Diocesis Vesceritanus) – stolica historycznej diecezji we Cesarstwie rzymskim w prowincji Numidia zlikwidowana w VII w. podczas ekspansji islamskiej. Współcześnie miasto Biskira w północnej Algierii. Obecnie katolickie biskupstwo tytularne. 

## Biskupi tytularni
| Lp. | Biskup                     | Funkcja                                    | Od               | Do             |
| --- | -------------------------- | ------------------------------------------ | ---------------- | -------------- |
| 1   | Louis Demol                | wikariusz apostolski Kasaï (Zair)          | 27 stycznia 1936 | 2 lipca 1969   |
| 2   | José Gustavo Angel Ramírez | wikariusz apostolski Mitú (Kolumbia)       | 19 czerwca 1989  | 23 lutego 2013 |
| 3   | John Bosco Chang Shin-ho   | biskup pomocniczy Daegu (Korea Południowa) | 31 maja 2016     |                |